# 주영환 (법조인)
주영환(朱映奐, 1970년 ~ )은 대한민국의 검사 출신 법조인이다.

## 학력
- ~ 1988.02 휘문고등학교
- 1988.03 ~ 1995.02 서울대학교 법학과 학사

## 경력
- 1995 제37회 사법시험 합격
- 제27기 사법연수원
- 1998 수원지방검찰청 검사
- 서울지방검찰청 검사
- 2004.08 ~ 2006.02 대전지방검찰청 서산지청 검사
- 2006.02 ~ 2008.02 법무부 정책홍보관리실 검사
- 2008.02 ~ 2010.08 서울서부지방검찰청 검사
- 2010.08 ~ 2012.07 서울중앙지방검찰청 특수제1부 부부장검사
- 2012.07 ~ 2013.04 제29대 춘천지방검찰청 영월지청 지청장
- 2013.04 ~ 2014.01 대검찰청 범죄정보2담당관
- 2014.01 ~ 2014.08 인천지방검찰청 외사부 부장검사
- 2014.08 ~ 2016.01 부산고등검찰청 검사
- 2016.01 ~ 2017.08 대검찰청 부패범죄특별수사단 1팀장
- 2017.08 ~ 2019.08 대검찰청 대변인
- 2019.08 ~ 2020.02 인천지방검찰청 제1차장 검사
- 2020.02 ~ 2020.09 제37대 수원지방검찰청 성남지청 지청장
- 2020.09 ~ 2021.06 법무연수원 용인분원 분원장
- 2021.06 ~ 2022.05 법무부 기획조정실 실장
- 2022.05 ~ 2023.09 제68대 대구지방검찰청 검사장
- 2023.09 ~ 2024.05 부산고등검찰청 차장검사
- 2024.05 ~ 법무연수원 연구위원